# Старе Лещини
Старе Лещини (пол. Stare Leszczyny) — село в Польщі, у гміні Єжув Бжезінського повіту Лодзинського воєводства.
У 1975-1998 роках село належало до Скерневицького воєводства.